# Amt Tetenbüll
Das Amt Tetenbüll war ein Amt im Kreis Eiderstedt in Schleswig-Holstein. Es umfasste die Gemeinden Katharinenheerd und Tetenbüll.
1889 wurde im Kreis Eiderstedt der Amtsbezirk Tetenbüll gebildet. Zu ihm gehörten die Gemeinde Tetenbüll und Teile des Gutsbezirks Eiderstedt, die nach Auflösung des Gutsbezirks in Gemeinden des Amtsbezirks Osterhever eingegliedert wurde.
1948 wurde der Amtsbezirk aufgelöst und Tetenbüll bildete zusammen mit Katharinenheerd, das vorher zum Amtsbezirk Garding gehörte, das Amt Tetenbüll. 
1967 bildete das Amt mit dem Amt Kirchspiel Garding/Osterhever eine Verwaltungsgemeinschaft. Zum 1. Januar 1969 wurde das Amt aufgelöst und die Gemeinden bildeten zusammen mit den Gemeinden der Ämter Kirchspiel Garding/Osterhever und Tating das Amt Eiderstedt-West.